# Joachim Lüneburg

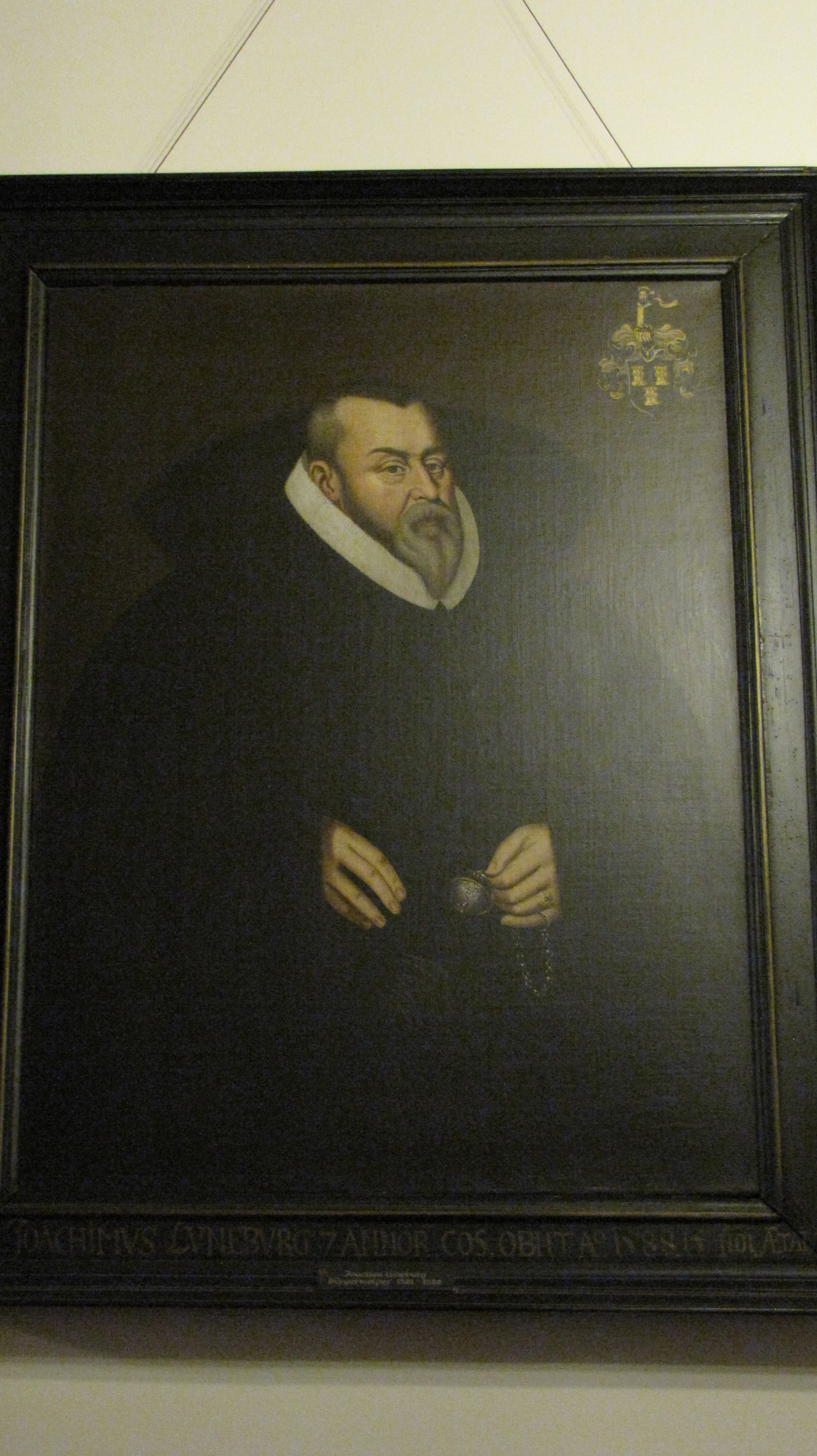
Joachim Lüneburg in der Bürgermeistergalerie im Lübecker Rathaus

Joachim Lüneburg (*  1512 in Lübeck; † 16. Oktober 1588 in Lübeck) war ein Bürgermeister der Hansestadt Lübeck. Er war bereits der fünfte Bürgermeister der einflussreichen und wohlhabenden Handelsfamilie Lüneburg.

## Leben und Wirken
Joachim Lüneburg war ein Sohn von Ludeke Lüneburg († 1539) und dessen Frau Mette Kerkring. Er war von 1567 bis 1588 Mitglied des Rates, zwischenzeitlich Kämmereiherr und mindestens 1581 Bürgermeister. Er besaß die Güter Eckhorst (heute Teil von Stockelsdorf), Steinrade und Krempelsdorf (beide heute eingemeindet nach Lübeck-St. Lorenz).
In dieser relativ ruhigen Zeit nach dem Stettiner Friedensschluss war sein Hauptanliegen die Wiederherstellung der Zirkelgesellschaft, die sich 1534 in der Wullenweverschen Zeit aufgelöst hatte. Hierzu versammelte er die Ratsherren Dietrich Brömse, Johann Kerkring, seine Schwäger Gottschalk und Heinrich von Stiten sowie seinen Vetter 3. Grades, den Bürgermeister Hieronymus Lüneburg († 1580), und noch fünf weitere Angehörige dieser Familien. Später kamen noch einige Mitglieder der Familien Warendorp und Wickede hinzu. Sie alle zusammen beschlossen 1580 die Neugründung dieser Gesellschaft. Das Ziel sollte die adelige Anerkennung der betroffenen Familien sein, die aber erst im Jahre 1641 durch Kaiserliche Urkunde bescheinigt wurde.
Joachim Lüneburg war verheiratet mit Margret († 1560), der Tochter des Bürgermeisters Anton von Stiten († 1564), und hatte mit ihr mindestens drei Kinder, darunter den Ratsherren Alexander Lüneburg († 1625). Eine Tochter heiratete den Ratsherrn Thomas von Wickede (1566–1626).